# Конде, Альфа
Альфа Конде (фр. Alpha Condé; род. 4 марта 1938, Боке, Французская Западная Африка) — гвинейский политический и государственный деятель. Президент Гвинеи (21 декабря 2010 — 5 сентября 2021). Отстранён от власти в результате вооружённого государственного переворота. Председатель Африканского союза (30 января 2017 — 28 января 2018). Основатель и лидер партии «Объединение гвинейского народа».

## Биография

### Юность
Происходит из народности малинке. В возрасте 15 лет эмигрировал во Францию, где посещал школу в Париже и Сорбонну. До 1991 года находился в эмиграции из-за оппозиции режимам Ахмеда Секу Туре и Лансаны Конте. Позднее стал лидером входящей в Социнтерн оппозиционной партии Объединение гвинейского народа, которую поддерживают главным образом представители народности малинке.

### Политическая деятельность
Участвовал в президентских выборах 1993 года; по официальным данным, получил 19,6 % голосов, а победил Лансана Конте. На президентских выборах 1998 года получил 16,6 % голосов (победил вновь Лансана Конте); через два дня после выборов был арестован. В 2000 году начался судебный процесс; Конде был обвинён в намерении убить президента Лансану Конте. В сентябре Конде был приговорён к пяти годам тюремного заключения, однако в 2001 году был досрочно освобождён, ему было запрещено заниматься политической деятельностью. В 2001—2005 годах Конде проживал во Франции.
На следующий день после крупного оппозиционного митинга 28 сентября 2009 года, Конде, находившийся в то время в Нью-Йорке, объявил о мобилизации общественных движений и призвал к продолжению акций протеста против «уголовного режима» Гвинеи. 1 октября Альфа Конде отклонил предложение Камары о создании правительства национального единства, назвав главу военной хунты «ненадёжным партнёром».

### Президент Гвинеи
27 июня 2010 года в первом туре президентских выборов получил 553 021 (20,67 %) голосов, заняв второе место после Селу Далейна Диалло и выйдя во второй тур. По предварительным данным, во втором туре Конде получил 52,52 % голосов против 47,48 % у Диалло, после чего объявил о своей победе на выборах.
В июле 2011 на Конде было совершено покушение: нападавшие обстреляли спальню его резиденции из гранатомета, но президент не пострадал, так как, по счастливой случайности, ночевал в другой комнате.
17 октября 2015 года в ходе президентских выборов Конде был переизбран на второй срок с 57,85 % голосов, завоевав абсолютное большинство в первом туре голосования. Оппозиция утверждала, что выборы были омрачены мошенничеством. Селу Диалло, который получил около 30 % голосов, отказался признать результаты, утверждая, что голосование было подтасовано. Он обвинил правительство в запугивании избирателей, вбросе бюллетеней, выдаче разрешений несовершеннолетним на голосование, и изменениях избирательного процесса. Однако он не выпустил официального обращения. Конде был приведен к присяге на второй срок 14 декабря 2015 года.
В 2016 году французский новостной канал France-24 обнародовал аудиозапись, из которой следует, что англо-австралийская горнодобывающая компания Рио Тинто заплатила комиссию в 10,5 млн долларов Франсуа де Комбрету, советнику президента Конде, для того, чтобы выиграть права на добычу в шахте Симандоу. Несмотря на заявление президента Конде, что де Комбрет действовал в одиночку, близость де Комбрета к президенту вызвала скандал и отставки в руководстве Рио Тинто.

### Третий срок, протесты и свержение
Осенью 2019 года в Гвинее начались массовые протесты из-за неоднократных переносов очередных парламентских выборов. Ситуация обострилась после того, как 20 декабря 2019 года А. Конде представил проект новой конституции, который позволял Конде быть избранным президентом на третий срок.
Поправки в конституцию, обнуляющие два предыдущих президентских срока Конде, были одобрены на референдуме 22 марта 2020 года. Сразу после объявления результатов референдума протесты вспыхнули с новой силой. В Конакри и других городах сторонники оппозиции выходили на улицы, поджигали автомобили и строили баррикады. Для разгона протестующих полиция применяла слезоточивый газ, а в некоторых местах и огнестрельное оружие. Против поправок в конституцию высказались США, Франция, Африканский союз, Экономическое сообщество стран Западной Африки. При этом Россия оказала поддержку инициативе Конде, и, как утверждается, политическим консультантом Конде стал россиянин Виктор Бояркин, связанный с компанией «Русал», имеющей экономические интересы в Гвинее.
18 октября 2020 года состоялись президентские выборы. После того, как председатель избирательной комиссии объявил, что Конде лидирует по результатам выборов, в столице страны начались беспорядки, в результате которых погибли, по меньшей мере, 10 человек. 7 ноября 2020 года Конституционный суд Гвинеи утвердил окончательные результаты президентских выборов, и провозгласил их победителем Альфу Конде, который, по официальным данным, набрал 59,5 % голосов.
5 сентября 2021 года Альфа Конде был свергнут и взят под стражу в результате военного переворота.
9 декабря 2022 года Министерство финансов США опубликовало список из более чем сорока лиц, на которых наложены санкции за акты коррупции и нарушения прав человека. Среди целей Управления по контролю за иностранными активами (OFAC) орган финансового контроля Министерства финансов - Alpha Condé.

## Награды
- Орден Мухамадийя (4 марта 2014, Марокко)[13]
- Орден Дружбы (27 сентября 2017 года, Россия) — за большой личный вклад в развитие российско-гвинейских отношений[14]. Вручён лично президентом России Владимиром Путиным на встрече в Москве[15].